# ملهم بابولی
ملهم بابولی (عربی: مُلهَم بَابُولِيّ؛ زادهٔ ۲ ژانویهٔ ۱۹۹۳) بازیکن فوتبال اهل کانادا است.
از باشگاه‌هایی که در آن بازی کرده‌است می‌توان به باشگاه فوتبال تورنتو اشاره کرد.
وی همچنین در تیم‌های ملی فوتبال زیر ۲۳ سال کانادا و بزرگسالان سوریه بازی کرده‌است.